# カレン・チュカジャン
カレン・チュカジャン（Karen Chukhadzhian、1996年4月23日 - ）は、ウクライナのプロボクサー。キーウ出身。

## 来歴

### プロ時代
2016年5月6日、プロデビュー戦を行い2回2分2秒TKO勝ち。
2020年2月1日、カリーニングラードでセルゲイ・ヴォロビエフとWBAインターナショナルウェルター級王座決定戦を行い、10回2-1の判定勝ちを収め王座獲得に成功した。
2022年1月22日、エッゲンシュタイン＝レオポルトスハーフェンでライアン・マーティンとIBFインターコンチネンタルウェルター級王座決定戦を行い、8回2分3秒TKO勝ちを収め王座獲得に成功した。
2023年1月7日、ワシントンD.C.のキャピタル・ワン・アリーナにてジャーボンテイ・デービス対エクトール・ルイス・ガルシアの前座でIBF世界ウェルター級1位のジャロン・エニスと正規王者エロール・スペンス・ジュニアの交通事故による負傷に伴うIBF世界同級暫定王座決定戦を行うも、12回0-3の判定負けを喫し王座獲得に失敗した。
2024年5月17日、ハンブルクでハリー・スカーフとIBF世界ウェルター級挑戦者決定戦を行い、12回3-0の判定勝ちを収めジャロン・エニスへの挑戦権を獲得した。
2024年9月3日、IBF本部でIBF世界ウェルター級王者のジャロン・エニスと同級1位の指名挑戦者チュカジャンの間で行われるIBF世界同級タイトルマッチの入札が行われ、エニス擁するマッチルーム・ボクシングが156万6666ドル（約2億2790万円）を提出したのに対しチュカジャン擁するP2M-BOXプロモーションが200万53.10ドル（約2億9100万円）を提示し興行権を落札した。ファイトマネーは王者のエニスが落札額の65％にあたる130万34.52ドル（約1億8917万円）、挑戦者のチュカジャンが35％にあたる70万18.58ドル（約1億180万円）を受け取ることになった。
2024年11月9日、ペンシルベニア州フィラデルフィアのウェルズ・ファーゴ・センターでIBF世界ウェルター級王者のジャロン・エニスと1年10ヶ月ぶりに再戦するも、12回0-3（107-119、109-117、110-116）の判定負けを喫し王座獲得に失敗、雪辱を果たせなかった。

## 戦績
- プロボクシング：27戦 24勝（13KO）3敗

## 獲得タイトル
- WBO世界ウェルター級ユース王座
- WBC世界ウェルター級ユースシルバー王座
- WBAインターナショナルウェルター級王座
- IBFインターコンチネンタルウェルター級王座